# Oxid protaktiničitý
Oxid protaktiničitý (PaO2) je jedním z oxidů protaktinia. Protaktinium v něm je v oxidačním stavu IV.

## Příprava
Oxid protaktiničitý je možné připravit redukcí oxidu protaktičného v proudu suchého vodíku při 1500 °C:
Pa2O5 + H2 → 2 PaO2 + H2O

## Vlastnosti
Oxid protaktiničitý je černá krystalická látka. Krystalizuje v kubické soustavě typu fluoritu s prostorovou grupou Fm3m (číslo 225) a mřížkovým parametrem a = 550,5 pm.